# Jüdische Gemeinde Barcin
Die Jüdische Gemeinde in Barcin (deutsch Bartschin), einer polnischen Stadt im Powiat Żniński in der Woiwodschaft Kujawien-Pommern, wurde im 18. Jahrhundert begründet und 1932 aufgelöst.

## Geschichte
Im Jahr 1783 bestand die jüdische Gemeinde aus 71 Personen. Die Juden in Barcin waren als Händler und Handwerker tätig. Im 19. Jahrhundert verdoppelte sich die Anzahl der Gemeindemitglieder. Zur jüdischen Gemeinde Barcin gehörten auch die jüdischen Bewohner der umliegenden Dörfer.

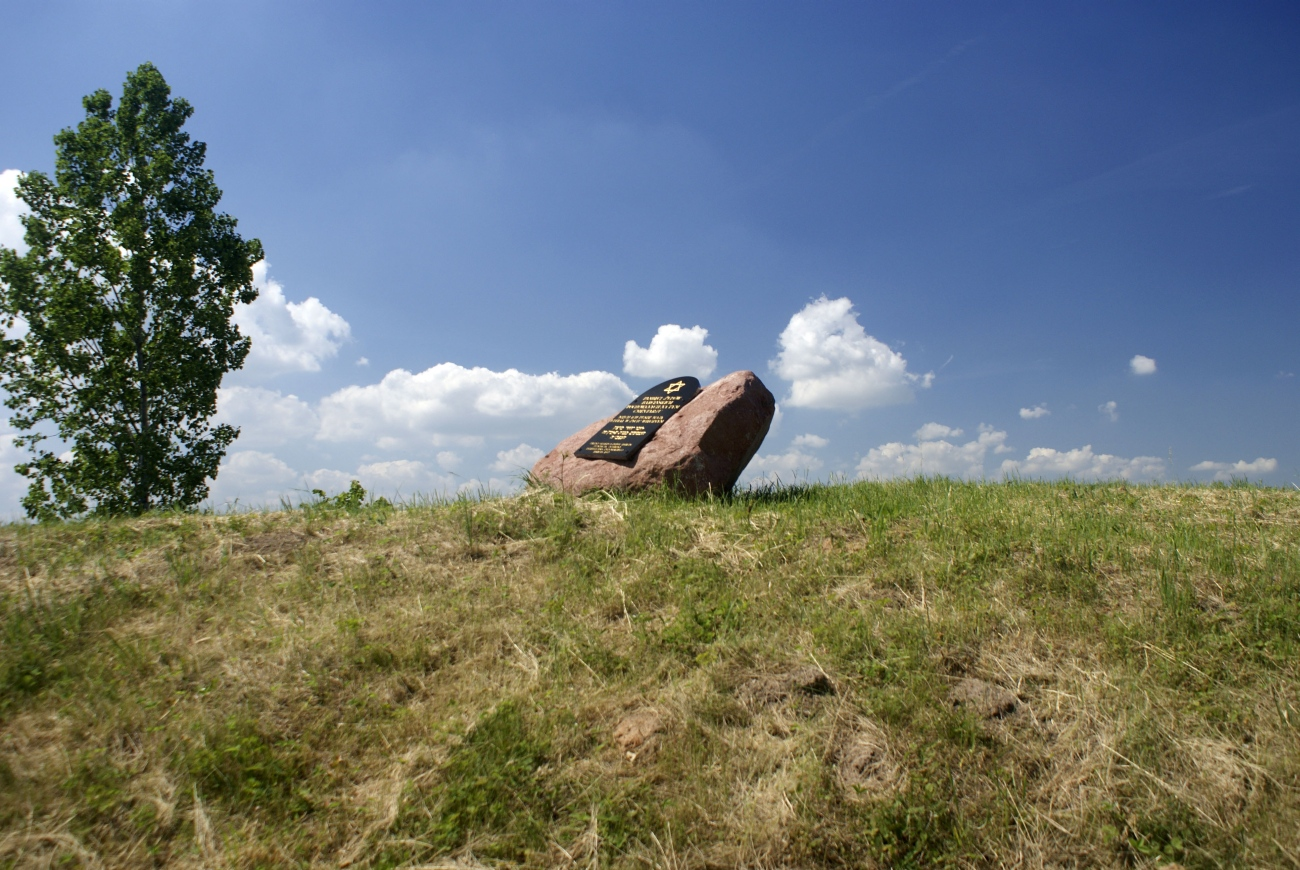
Jüdischer Friedhof in Barcin mit Gedenkstein

Die jüdische Gemeinde besaß einen Friedhof, der vermutlich um 1780 angelegt wurde, eine in den 1830er Jahren erbaute Synagoge und eine Religionsschule.
Nach Auflösung der jüdischen Gemeinde Barcin im Jahr 1932 ging ihr recht kleiner Besitz an die jüdische Gemeinde Szubin. Die letzten jüdischen Bewohner verließen den Ort vor Ausbruch des Zweiten Weltkrieges. Während des Krieges wurde das Synagogengebäude teilzerstört und nach dem Krieg für eine andere Nutzung wiederhergerichtet. Im Jahre 2008 wurde zum Gedenken an die Synagoge eine Gedenktafel enthüllt.
Das Gedenkbuch des Bundesarchivs verzeichnet 36 in Barcin geborene jüdische Bürger, die dem Völkermord des nationalsozialistischen Regimes zum Opfer fielen.

## Gemeindeentwicklung
| Jahr | Gemeindemitglieder |
| ---- | ------------------ |
| 1783 | 71 Personen        |
| 1816 | 40 Personen        |
| 1849 | 131 Personen       |
| 1858 | 150 Personen       |
| 1880 | 137 Personen       |
| 1895 | 100 Personen       |
| 1903 | 67 Personen        |
| 1923 | ca. 20 Personen    |
| 1933 | 5 Personen         |